# Podelwitz (Rackwitz)
Podelwitz ist ein Ortsteil der Gemeinde Rackwitz im Landkreis Nordsachsen.

## Geschichte
Der Ort wurde 1250 als Bodelwicz ersterwähnt.
Am 1. Juli 1998 wurde ein Teil der Gemeinde (352 ha mit 168 Ew.) in die kreisfreie Stadt Leipzig eingegliedert. Der verbliebene Rest der Gemeinde (305 ha 380 Ew. am 1. Juli 1998, 358 Ew. am 31. Dezember 1998) wurde zu Jahresbeginn 1999 nach Rackwitz eingegliedert. Der Ort gehörte schon immer zum Verwaltungsbereich (Amt|Amtshauptmannschaft|Landkreis) Leipzig und kam erst durch die Eingliederung in Rackwitz im Jahr 1999 zum Landkreis Delitzsch, ab 2008 zum Landkreis Nordsachsen.

## Bauwerke
Die Kirche stammt aus dem 13. Jahrhundert, der Flügelaltar darin aus dem Jahre 1520.

## Einwohnerentwicklung
| Datum         | Einwohner |
| November 2006 | 474       |
| Februar 2008  | 479       |
| Juni 2015     | 493       |
| Mai 2019      | 521       |

## Verkehr
Podelwitz liegt nahe der Bahnstrecke Trebnitz–Leipzig.